# Verwaltungsgemeinschaft Löbichau-Wildenbörten
Die Verwaltungsgemeinschaft Löbichau-Wildenbörten lag im thüringischen Landkreis Altenburger Land.

## Gemeinden
- Löbichau
- Wildenbörten

## Geschichte
Die Verwaltungsgemeinschaft wurde am 1. Februar 1992 gegründet. Die Auflösung erfolgte am 11. Oktober 1994. Mit Wirkung zum 12. Oktober 1994 wurde die Verwaltungsgemeinschaft mit der ebenfalls aufgelösten Verwaltungsgemeinschaft Thonhausen zur neuen Verwaltungsgemeinschaft Oberes Sprottental zusammengelegt.